# Cândești (okręg Neamț)
Cândești – wieś w Rumunii, w okręgu Neamț, w gminie Cândești. W 2011 roku liczyła 1284 mieszkańców.